# L'Écrivain des ombres
L'Écrivain des ombres (titre original : The Ghost Writer) est un roman de l'écrivain américain Philip Roth paru originellement en 1979 chez Farrar, Straus and Giroux et traduit en français en 1981 aux éditions Gallimard. C'est le premier tome du cycle « Nathan Zuckerman » (dont la première apparition se trouve toutefois dans Ma vie d'homme publié en 1974).

## Résumé
Nathan Zuckerman, un jeune écrivain prometteur des années 1950, est victime du jugement de sa famille juive qui trouve que ses nouvelles ne décrivent pas la communauté sous son meilleur jour, mais qu'au contraire, elles tendent à inciter à l'antisémitisme. Le protagoniste décide donc de rendre visite à son idole littéraire, E. I. Lonoff, en quête de reconnaissance. 
Toute l'histoire se déroule en 24 heures, chez ce grand écrivain, où Zuckerman rencontre Amy Bellette, une jeune femme qui se pourrait être la maîtresse de Lonoff, et qu'il s'imaginera être Anne Frank.  

## Éditions
- Dans Zuckerman enchaîné, trad. Jean-Pierre Carasso et Henri Robillot, éditions Gallimard, coll. « Folio » no 1877, 1987  (ISBN 9782070378777), 736 p.